# 大寮 (高雄市岡山區)
大寮，原寫為大藔，是臺灣高雄市岡山區的一個傳統地域名稱，位於該區西南半葉的東南端。相較於今日行政區，其範圍大致包括大遼里、和平里、程香里南部（溪南地區）。
本地區境內主要聚落為大藔、下庄仔、成功新村，設有和平國小。

## 歷史
台灣日治初期，大寮地區為一街庄，稱為「大藔庄」（舊制街庄），隸屬於仁壽下里。該庄昔日北與後紅庄、瓊仔林庄為鄰，東與吊雞林庄、滾水庄為鄰，南邊及西南邊為林仔頭庄，西邊為街尾崙庄。
1901年（日治明治三十四年）11月11日，全台廢縣廳改設二十廳，該庄隸屬於鳳山廳。1904年（明治三十七年）5月3日，該庄編入「阿公店區」，隸屬於鳳山廳。1909年（明治四十二年）10月25日，全台合併二十廳為十二廳，阿公店區改隸屬於臺南廳。1920年（大正九年）10月1日，全台地方制度大改正，廢十二廳改設五州二廳，該庄改制並雅化為「大寮」大字，隸屬於高雄州岡山郡岡山街（新制街庄）。
戰後岡山街改制為岡山鎮，隸屬於高雄縣，大字亦改制為里。1950年（民國39年）10月1日，高、屏分治，岡山鎮仍隸屬於高雄縣。2010年（民國99年）12月25日，高雄縣、市合併為直轄高雄市，岡山鎮改制為岡山區。

## 聚落
本地區發展較早的聚落為大藔、下庄仔，在日治初期的官方地圖上已有記載。此外，本地區尚有成功新村（眷村）聚落。

## 交通
台鐵縱貫線是台灣西部南北向鐵路幹線，經過本地區西部。最近的車站在北側為岡山車站，在南側為橋頭車站。前者屬一等站，停靠部分自強號、莒光號、區間快車及全部區間車；後者屬三等站，僅停靠區間車；由此等可前往台鐵沿線各站。
高雄捷運紅線是高雄捷運系統的南北向路線，其北側端點岡山高醫站位於本地區西部的大藔聚落，由此可前往高雄捷運沿線各站。
省道台1線又稱「縱貫公路」，是台北至楓港的傳統平面幹道，經過本地區西北端及西部南側邊界地帶。由該道路北行可前往岡山區岡山市區、路竹區、湖內區、台南市仁德區等地，南行可前往橋頭區、楠梓區、仁武區西部、左營區東部等地。
市道186號是維新至大樹的道路，經過本地區北部。由該道路西行可前往永安區東南部，並止於竹子港地區（今維新里）的省道台17線路口；東行可前往燕巢區、大社區、仁武區、大樹區等地。

## 學校
- 和平國小